# Мајско дрво
Мајско дрво или мајска бреза је дрво или основа дрвета, која се за 1. мај, или у неким регијама на Духове усправно поставља у Баварској, Рајнској области, Сарланду, Емсланду, Остфрисланду, Северној Рајна-Вестфалији, Франконији, Бадену, Швабији, Пфалцу, и делом у Саксонији, Тирингији и Горњој Лужици, као и у Аустрији, Чешкој, Словачкој и Словенији. Свечано постављање мајског дрвета на тргу у селу је посебно уобичајено је у Баден-Виртембергу, Баварској, Пфалцу и Аустрији. Овај посебан обичај као и сеоски или градски фестивал који су са њим везани, одржавају се по правилу 30. априла, 1. маја или на Духове. 
Према једном извештају из Ајфела се у 13. веку у неким местима уместо мајског дрвета нашло „хришћанско" дрво везано за празник Духови. Такође у Тирингији, Доњој Саксонији и пограничним регијама се мајско дрво поставља на Духове.
Овај обичај је распростраањен у многим деловима Средње и Северне Европе. У Скандинавији се он више практикује током Midsommar фестивала, фестивала посвећеном најдужем дану у години. У Швајцарској се овај обичај може срести у сеоским срединама.

## Уопштено о обичају
Мајско дрво представља углавном високо, украшено дрвеће, ком су до врха исече гране и које се поставља на централно место неког простора, током свечаних догађаја. Такође, сама декорација дрвета се може разликовати у зависности од регије и места. У сеоским областима се дрво подиже уз помоћ људске снаге и уз помоћ сајла и греда, у неким деловима Баварске то чине чланови локалних удружења момака. Али, због повишене опасности од долажења до незгоде у  већини градова је то забрањено и машине замењују људску снагу. Мајско дрво се радиционално поставља у унапред припремљену, осигурану рупу.

## Љубавно мајско дрво
Поред обичног мајског дрвета, постоји такође и обичај у ком млади, неожењени мушкарци из села постављају мања стабла мајског дрвета, такозване Maien, испред кућа свих неудатих жена, као знак љубави. Уобичајене су, пре свега, брезе, украшене креп-папиром разних боја, где су, изворно, боје трака имала посебна значења. У неким регијама се на дрво такође може закачити такозвано Мајско срце од дрвета или чврстог картона, у коме је угравирано име вољене и по правилу такође написан неки цитат доказа блискости и повезаности.

## Крађа мајског дрвета
Крађа мајског дрвета је такође један врло често извођени обичај. У ноћи пред подизање дрвета, над дрветом најчешће стражаре млади мушкарци. Према обичају у Остфрисланду, како би се спречила крађа дрвета, један од чувара дрвета мора држати руку на дрвету најкасније до тренутка када се неко од странаца приближи. Ако непријатељ успе ово да спречи и на тај начин омете чуваре, тако да они запоставе своје обавезе, и ако успе да ископа три рупе лопатом у близини дрвета, дрво важи као украдено. Затим се или одмах или следећег дана одлази по дрво и оно се поставља поред дрвета оног ко је успешно успео да украде мајско дрво.
Једно неуобичајено место за постављање украденог мајског дрвета су лопови потражили у Хагу у Доњој Аустрији. Поставили су га унутар кавеза са лавовима у зоолошком врту у Хагу. Лопови су заправо били чувари животиња у том зоолошком врту.